# مينامي يوانو
مينامي يوانو (باليابانية: 上野みなみ) مواليد 18 مايو 1991 م، هي متسابقة يابانية.

## الميداليات
| الميدالية | المسابقة                               |
| --------- | -------------------------------------- |
| فضية      | بطولة العالم للدراجات على المضمار 2015 |

## روابط خارجية
- مينامي يوانو على موقع الاتحاد الدولي للدراجات (الإنجليزية)
- مينامي يوانو على موقع أرشيف الدراجات (الإنجليزية)
- مينامي يوانو على موقع إحصائيات الدراجات الإحترافية (الإنجليزية)